# Пена (фильм)
«Пена» — советская сатирическая кинокомедия 1979 года режиссёра Александра Стефановича, по одноимённой пьесе Сергея Михалкова. Острая сатирическая лента о нравах советской номенклатуры.
В двух сценах фильма появляется певица Алла Пугачёва (в то время — супруга Александра Стефановича).

## Сюжет
СССР эпохи застоя. Пожилой чиновник, директор крупного московского предприятия Махонин из карьерных соображений решил организовать себе учёную степень доктора наук. К его услугам — подпольная фирма для производства «левых» диссертаций, главным исполнителем в которой служит некто Солома. Махонин навещает Солому в другом городе и договаривается о написании диссертации, позже Солома приезжает в Москву. Махонин поселяет его в квартире Полудушкина, своего помощника, который занят тем, что организует для Махонина доставку дефицитных товаров, что позволяет Махонину расплачиваться с разными людьми за предоставление услуг.
Параллельно показан быт семьи Махонина и любовные похождения его дочери Викторины. Она берёт опеку над легкомысленной соседкой Альбиной, которая познакомилась с перспективным молодым журналистом Просовым, однако их роман так и не развился. Викторина даёт Альбине наряды и водит её по разным светским мероприятиям, где Альбина знакомится с чернокожим «принцем» одного из островных государств, который обещает на ней жениться. Тем временем сама Викторина сходится с Просовым и они женятся.
Наконец, текст диссертации готов, и Махонин отправляется в другой город, где происходит защита с заранее подобранными благожелательно настроенными оппонентами. Вернувшись в Москву, Махонин устраивает банкет по случаю защиты, на котором присутствуют все основные герои повествования. Внезапно Просов сообщает, что объектом своего нового фельетона, который должен быть опубликован уже на следующий день, он выбрал изготовителей фальшивых диссертаций, в том числе Солому. Хотя Просов не подозревал, что его тесть может быть также замешан в этом деле, Махонин, понимая, что из-за публикации ему может грозить разоблачение, в отчаянии признаётся, что он был одним из клиентов Соломы. Гости начинают было расходиться, но тут Просов получает телефонный звонок: выясняется, что материал снят с публикации. Махонин пытается обернуть всё произошедшее шуткой, и банкет продолжается. Но телефон звонит снова: поступило указание сверху, и фельетон всё-таки будет напечатан.

## В ролях
| Актёр               | Роль                      |
| ------------------- | ------------------------- |
| Анатолий Папанов    | Павел Павлович Махонин    |
| Лидия Смирнова      | Раиса Дмитриевна Махонина |
| Леонид Куравлёв     | Валерий Солома            |
| Владимир Басов      | Эгидий Кочевряжкин        |
| Ролан Быков         | Полудушкин                |
| Лариса Удовиченко   | Альбина                   |
| Марианна Вертинская | Викторина Махонина        |
| Елена Санаева       | Тамара                    |
| Евгений Стеблов     | Вадим Просов              |
| Боб Цымба           | Жозеф-Осага-Огот-Боас     |
| Наталья Крачковская | Анетта Кочевряжкина       |
| Антон Лещинский     | Жоржик                    |
| Алла Пугачёва       | певица                    |
| Михаил Боярский     | фотограф                  |
| Вера Кузнецова      | мама Махонина             |

## Съёмочная группа
- Авторы сценария: Сергей Михалков, Александр Стефанович
- Режиссёр-постановщик: Александр Стефанович
- Оператор-постановщик: Элизбар Караваев
- Художники-постановщики: Валентин Вырвич, Анатолий Брусиловский
- Композиторы: Борис Рычков, Алла Пугачёва (песня «Поднимись над суетой»)
- Поэты: Илья Резник, Игорь Шаферан

## Отзывы и оценки
Газета «Нью-Йорк таймс» в номере от 2 декабря 1979 (автор Энтони Остин) отмечала в рецензии: 
Это едкая киносатира на коррупцию и привилегии советских высокопоставленных кругов выгодно отличается от заурядной советской пропаганды и «режет мясо близко к костям».